# رئو الهاندرو
رئو الهاندرو (انگلیسی: Rauw Alejandro؛ زادهٔ ۱۰ ژانویهٔ ۱۹۹۳) خواننده رپ، خواننده، رقصنده، تهیه‌کننده موسیقی و آهنگساز اهل پورتوریکو است. وی از سال ۲۰۱۴ میلادی تاکنون مشغول فعالیت بوده‌است. او به عنوان "پادشاه رگاتون مدرن" شهرت دارد، و از مایکل جکسون، الویس پریسلی، ریکی مارتین، ددی یانکی و کریس براون در موسیقی خود الهام گرفته است. اولین آلبوم استودیویی وی به نام Afrodisíaco در سال ۲۰۲۰ منتشر شد و نامزد دریافت جایزه گرمی شده است. دومین آلبوم استودیویی او به نام Vice Versa در سال ۲۰۲۱ منتشر شد که در صدر جدول برترین آلبوم های لاتین بیلبورد قرار گرفت و شامل تک آهنگ موفق «Todo De Ti» بود.